# Holmegaard Glasværk

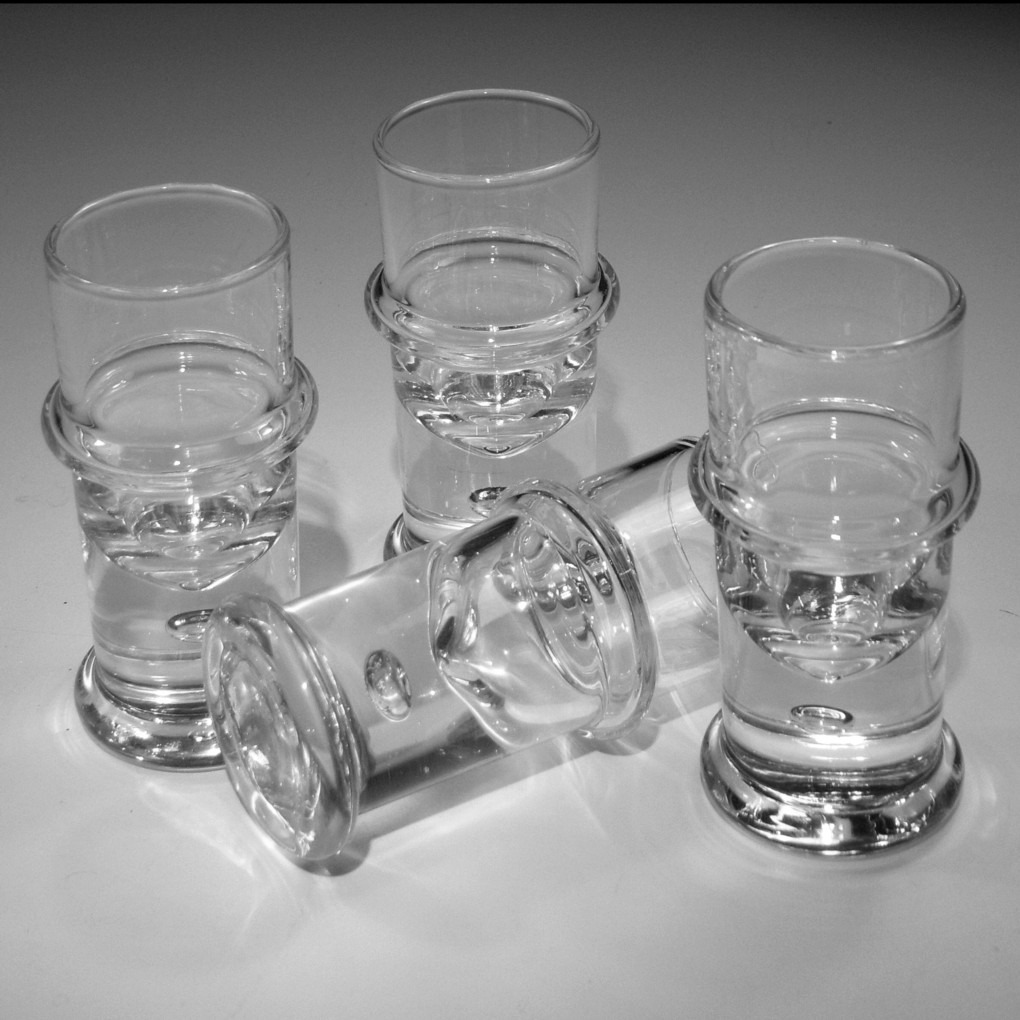
Holmegaard snapsglas (1970-tal)

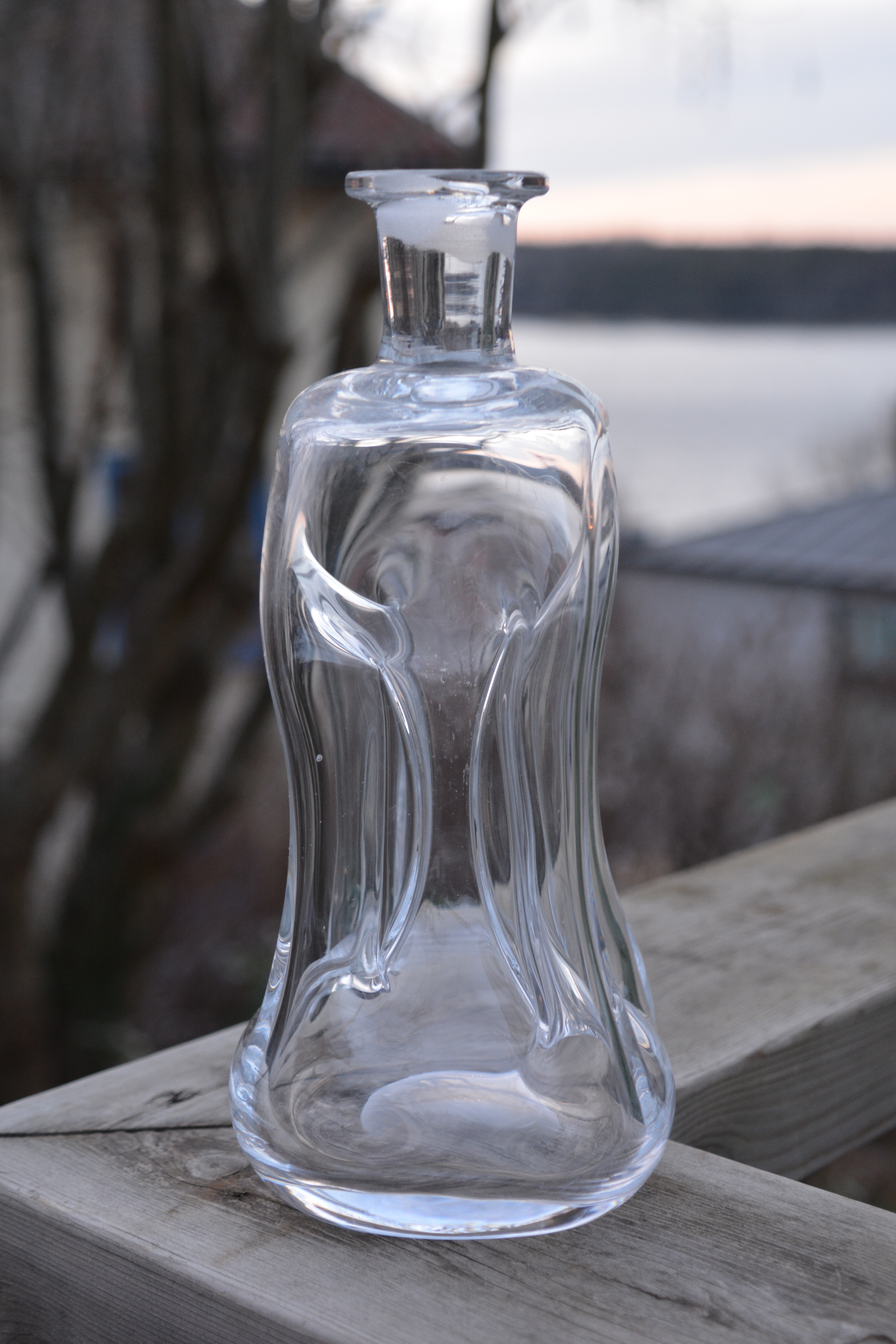
Kluckflaska

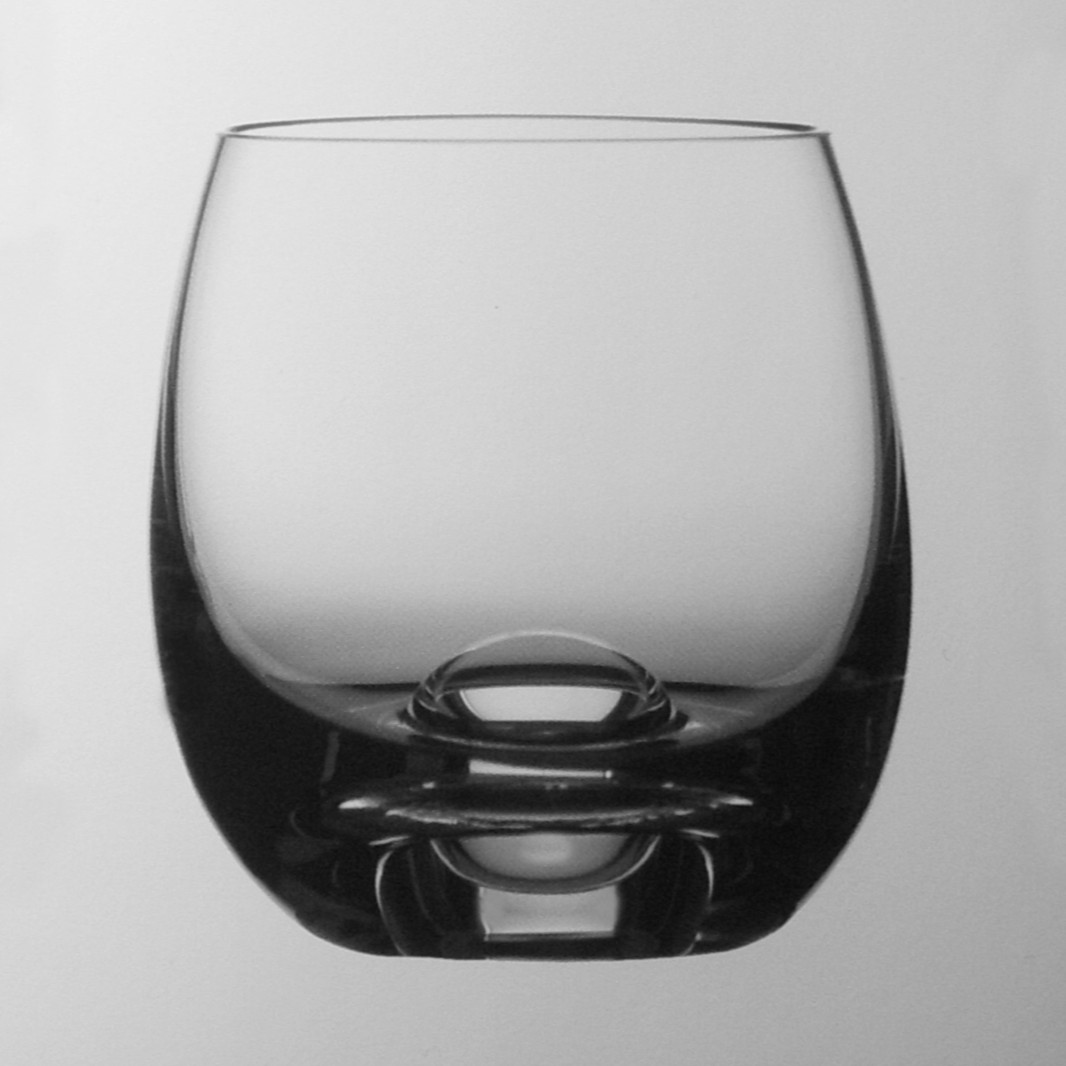
Holmegaard "Platina" (2000), av Michael Bang

Holmegaard Glasværk var ett danskt glasbruk beläget cirka nio kilometer nordost om Næstved på södra Själland i Danmark. Företaget grundades 1825 och var fram till år 2006 Danmarks äldsta glasbruk, då det gick i konkurs. Sedan 2010 ägs varumärket av Rosendahl Design Group.
I början av 1800-talet planerade greve Christian Danneskiold-Samsøe att nyttja den torv som fanns på Holmegaard mosse som  bränsle till ett nytt glasbruk. Han dog innan planen kunde förverkligas, men hans änka Henriette Danneskjold Samsøe lyckades starta glasbruket som invigdes den 5 november 1825. Till en början producerades billiga buteljer för snaps och öl. 
Från och med 1835 breddades och moderniserades produktutbudet sedan glasblåsare från Böhmen engagerades. Bland annat tillverkades hushållsglas i europeisk stil och konstglas. År 1847 grundade sonen Christian Conrad Sophus Danneskiold-Samsøe även glasbruket Kastrup Glasværk som fram till 1873 var en del av företaget. Omkring 1850 började Holmegaard importera glasvaror från utomlands. I början av 1900-talet anställdes formgivaren Orla Juul Nielsen som ritade glas passande till Royal Copenhagens middagsserviser. 
År 1924 kompletterades Holmegaards formgivare med arkitekten Jacob E. Bang, som fyra år senare utnämndes till företagets konstnärlige ledare. Bangs serier Primula och Viola blev mycket uppskattade. De visade känsla för traditionellt hantverk men var ändå framtagna för industriell massproduktion. Vid sidan om massproduktionen formgav Bang även konstglas. 1942 efterträddes Bang av Per Lütken som var Holmegaards konstnärlige ledare fram till sin död 1998. Lütken menade att "…formgivningen skall vara en källa till glädje i vårt ordinära liv" och gjorde sig stark för Holmegaards filosofi om enkelhet, klassiska proportioner och hög kvalitet. År 1965 köpte Holmegaard konkurrenten Kastrup Glasværk där Jacob E. Bang var konstnärlig ledare. År 1968 anslöt sig Jacob Bangs son Michael Bang till företaget och gestaltade ett antal framgångsrika glasserier, bland annat Fontaine från 1987 och Platina från 2000 med den karakteristiska luftbubblan i botten.
År 1985 blev Holmegaard en del av Royal Copenhagen som senare ändrade namn till Royal Scandinavia. År 2004 lades Holmegaard i ett eget företag igen och en grupp investerare planerade att starta ett upplevelsecenter med glas som tema. Konceptet höll dock inte och två år senare gick det anrika företaget i konkurs. I juni 2008 förvärvades varumärket av Rosendahl Design Group.